# Nemorilloides carbonatus
Nemorilloides carbonatus là một loài ruồi trong họ Tachinidae.